# Fireworks (banda)
Fireworks es una banda estadounidense de pop punk de Detroit, Michigan, formada en 2005. 
Firman con el sello discográfico Triple Crown Records. Cuentan con 3 discos de estudio, All I Have to Offer is My Own Confusion 2009, Gospel 2011, y Oh, Common Life 2014.

## Historia
Fireworks se inició en 2005 en el área metropolitana de Detroit, Michigan, donde firmaron con el sello independiente, Run For Cover Records, que lanzó su primer EP, We Are Everywhere, y un vinilo 7 " titulado Adventure, Nostalgia and Robbery. A partir de ahí, la banda realizó giras, hasta 2008, cuando fueron contratados por el sello independiente conocido, Triple Crown Records, casa de otras bandas populares como el As Tall As Lions, Fight Fair, Hit the Lights, y Honor Bright. 
Luego en 2008, Fireworks relanzó We Are Everywhere y en marzo de 2009, lanzaron su primer disco de estudio titulado All I Have to Offer is My Own Confusion, producido por Chad Gilbert, cantante del grupo pop punk New Found Glory.

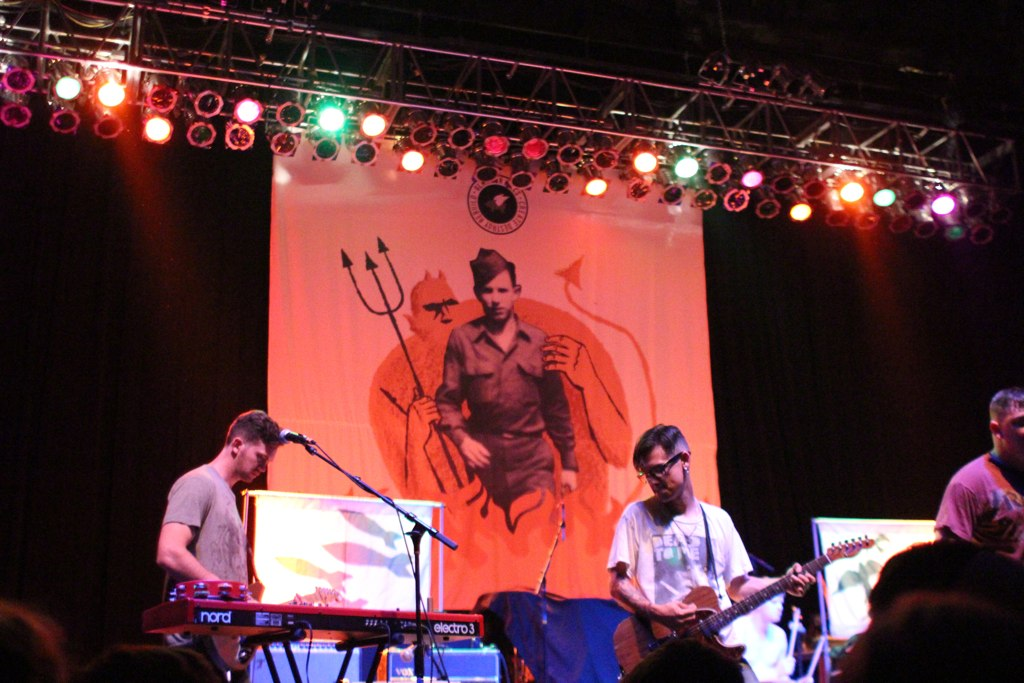
Fireworks en vivo en 2014

Durante la temporada de verano de 2009, Fireworks apoyó a los grupos Four Year Strong y a Set Your Goals a través de la gira Giglife por los Estados Unidos. En diciembre de 2009, Fireworks realizan su primera gira europea, con el apoyo de Set Your Goals. 
En enero de 2010, Fireworks apoyó a New Found Glory y a Saves the Day en una completa gira por los Estados Unidos. Luego de una gira por Australia con New Found Glory en abril y con el apoyo de Hit the Lights, realizaron su propia gira como cabeza de cartel en el país. 
Lanzaron un EP titulado Bonfires el 7 de diciembre de 2010. Su segundo disco de estudio, titulado Gospel fue lanzado el 24 de mayo de 2011, y su tercer disco de estudio el 25 de marzo de 2014 titulado "Oh, Common Life"".

## Discografía

### Discos de estudio
| Año  | Álbum                                                                                              |
| ---- | -------------------------------------------------------------------------------------------------- |
| 2009 | All I Have to Offer is My Own Confusion - Lanzamiento: marzo de 2009 - Sello: Triple Crown Records |
| 2011 | Gospel - Lanzamiento: 24 de mayo de 2011 - Sello: Triple Crown Records                             |
| 2014 | Oh, Common Life - Lanzamiento : 25 de marzo de 2014 - Sello: Triple Crown                          |

### EP
| Año  | Álbum                                                                                            |
| ---- | ------------------------------------------------------------------------------------------------ |
| 2006 | We Are Everywhere - Lanzamiento: 2006 - Sello: Run For Cover Records                             |
| 2006 | We Walk The Streets At Night (Misfits covers) - Lanzamiento: 2006 - Sello: Run For Cover Records |
| 2008 | Adventure, Nostalgia and Robbery - Lanzamiento: 2006 - Sello: Triple Crown Records               |
| 2010 | Bonfires - Lanzamiento: 2010 - Sello: Triple Crown Records                                       |

### Relanzamientos
| Año  | Álbum                                                                            |
| ---- | -------------------------------------------------------------------------------- |
| 2008 | Save Your Breath vs. Fireworks - Lanzamiento: 2008 - Sello: Triple Crown Records |

### Demos
| Año  | Álbum                                                        |
| ---- | ------------------------------------------------------------ |
| 2005 | Can't Hardly Wait - Lanzamiento: 2005 - Sello: Independiente |

## Miembros
- David Mackinder - voz (2006–presente)
- Brett Jones - guitarra (2006–presente)
- Chris Mojan - guitarra rítmica (2006–presente)
- Kyle O'Neil - bajo (2006–presente)
- Tymm Rengers - batería (2006–presente)